# 苯甲酸-2-环己烯酯
苯甲酸-2-环己烯酯是一种有机化合物，化学式为C13H14O2。它可由过氧苯甲酸叔丁酯和环己烯在溴化亚铜催化下反应制得。
它和苯基三乙氧基硅烷在催化下反应，可以得到2-环己烯基苯。